# Мокро (Грчка)
Мокро (грч. Λιβαδερό, Ливадеро) је насељено место у општини Сервија у периферији Западна Македонија, Грчка. Према попису из 2021. године било је 912 становника.
Насеље је 1920. године имао 993 житеља Грка. Српски историчар Спиридон Гопчевић, 1890. године бележи да је Мокро хеленизовано словенско село.